# Dreamtime
A Dreamtime a Yes Magnification című albumának nyolcadik száma, melyet Jon Anderson, Chris Squire, Alan White, Steve Howe és a lemezen szereplő szimfonikus zenekar karmestere, Larry Groupé írt.
A dal egy klasszikus rockzenére épülő kortárs műalkotás, melybe nagyszerűen épül bele a progresszív rock egyik jellegzetes hangszere, a mellotron, ami végigkíséri a számot Squire domináns basszusgitározása és White ütemes dobjátéka mellett.
Érdekes, hogy a Magnification turnéján készített Symphonic Live címmel kiadott DVD-n nem szerepel.

## Közreműködő zenészek
- Jon Anderson – ének
- Chris Squire – basszusgitár
- Steve Howe – gitár
- Alan White – dob

egy szimfonikus zenekarral együtt.

## Egyéb kiadványokon
- Essentially Yes (az egész Magnification hallható rajta)